# Alexfloydia
Alexfloydia é um género botânico monotípico pertencente à família Poaceae, subfamília Panicoideae, tribo Paniceae.
O gênero foi nomeado em homenagem a Alexander Floyd, descobridor da única espécie: Alexfloydia repens. As plantas do gênero são encontradas exclusivamente na Austrália.